# Nemanja Bjelica
Nemanja Bjelica (Srp. ćirilica: Немања Бјелица; Beograd, 9. svibnja 1988.) je srbijanski profesionalni košarkaš. Igra na poziciji krilnog centra. Izabran je u 2. krugu (35. ukupno) NBA drafta 2010. od strane Washington Wizardsa.

## Karijera
Bjelica je karijeru započeo u omladinskom pogonu Partizana. Međutim, profesionalnu karijeru započeo je u austrijskoj Arkadiji Traiskirchen Lions. Ipak, njegov veliki talent brzo je došao do izražaja, tako da se već nakon jedne polusezone natrag vraća u Beograd i potpisuje za Crvenu zvezdu. Iako je u Zvezdu došao kao solidan krilni centar, trener kluba Svetislav Pešić u njemu prepoznao odličnog razigravača. U sezoni 2008./09. NLB lige u prosjeku je za 14.3 minute u igri postizao 4 koša i 2.4 skoka, dok je u Eurokupu za sličnu minutažu postizao 5.4 koša i 1.9 skokova po utakmici. Prijavio se NBA draft 2009. godine, ali ubrzo je zbog niske pozicije odlučio povući svoju prijavu. 

## Vanjske poveznice
- Profil na Euroleague.net
- Profil na NLB.com
- Profil  Arhivirana inačica izvorne stranice od 19. listopada 2013. (Wayback Machine) na Basketpedya.com